# Erich Kaltenpoth
Erich Kaltenpoth (* 3. März 1907 in Castrop-Rauxel; † nach 1982) war ein deutscher Mediziner und Unternehmer.

## Leben
Kaltenpoth trat zum 17. Dezember 1925 der NSDAP bei (Mitgliedsnummer 26.212). Er studierte Medizin an der Universität Leipzig, wo er das medizinische Staatsexamen ablegte und 1934 zum Dr. med. promovierte. Das Thema seiner Dissertation lautete Erfahrungen einer Diabetiker-Fürsorge-Stelle und erschien in Zeulenroda in Druck. Er legte außerdem die staatsärztliche Prüfung als Amtsarzt ab und erhielt ferner die Anerkennung als Sportarzt.
Im Dezember 1935 ernannte ihn der sächsische NSDAP-Gauleiter und Reichsstatthalter Martin Mutschmann zum Kreisamtsleiter des Amtes für Rassenpolitik in Dresden. Als Mitarbeiter des Rassenpolitischen Amtes äußerte er sich 1936 in der Zeitschrift Volk und Rasse über das Thema Der Wille zum Kinde! Sein Dienstsitz befand sich damals in Dresden, Wiener Straße 13, die NSDAP-Kreisleitung hatte dort ihre Geschäftsräume. Außerdem war er Mitglied im NSDÄB. 1939 trug er bereits den Titel Medizinalrat, als er im März in Dresden zum Thema Rassenhygienische Gesetzgebung referierte.
Nach dem Zweiten Weltkrieg wechselte er aus dem staatlichen Dienst in die pharmazeutische Industrie. Er ging zunächst zur Schering AG in Berlin und später für 19 Jahre zur Byk Gulden Lomberg GmbH, Konstanz, wo er als Geschäftsführer und Leiter des gesamten Vertriebsbereiches tätig war. Nach kurzer Zeit im Ruhestand war er von 1973 bis 1976 Geschäftsführer der Promonta GmbH, Hamburg, Tochtergesellschaft der Byk Gulden Lomberg GmbH. Daneben war er Mitglied mehrerer Ausschüssen des Bundesverbandes der Pharmazeutischen Industrie. Ab 1977 lebte er im bayerischen Thyrnau im Ruhestand.

## Schriften (Auswahl)
- Erfahrungen einer Diabetiker-Fürsorge-Stelle. A. Oberreutter, Zeulenroda i. T. 1934.
- Der Wille zum Kinde!. In: Volk und Rasse 11 (1936), H. 12, S. 481–485.
- Ehe und Volk. In: Chronik der Familie. Zwinger-Verlag, Dresden o. J. [1939].

## Ehrungen
- 1973: Ernst-von-Bergmann-Plakette der Bundesärztekammer